# Park Narodowy Gwadelupy
Park Narodowy Gwadelupy (fr. Parc national de la Guadeloupe) – jeden z francuskich parków narodowych położony na Gwadelupie na wschodnich Karaibach. Jego powierzchnia wynosi 173 km². Park założono 20 lutego 1989 roku.